# Есрейндж
67°53′30″ пн. ш. 21°04′53″ сх. д. / 67.891666666667° пн. ш. 21.081388888889° сх. д.
Есрейндж (англ. Esrange), Кіруна — ракетний полігон Швеції. Розташований у лені Норрботтен на схід від Кіруни, на широті близько 68° п. ш., у шведському Заполяр'ї. Був заснований у 1966 році.
Запускаються ракети TEXUS, Mini-TEXUS, Rexus, Maser, Maxus.

## Експлуатація

### 2023
25 квітня 2023 року, дослідницька ракета, запущена з космічного центру Есрейндж агентством "Sweden Space Corp" (SSC), вийшла з ладу та впала на території Норвегії. Незадовго до вибуху ракета злетіла на висоту 250 кілометрів, де проводилися експерименти в умовах невагомості, – йдеться у заяві агентства. "Вона впала в горах на висоті 1000 метрів й за 10 кілометрів від найближчого населеного пункту", – пояснив агентству Reuters керівник відділу комунікацій SSC Філіп Олссон. "Уряд Норвегії дуже серйозно ставиться до будь-якої несанкціонованої діяльності на норвезькій стороні кордону", – прокоментував ситуацію представник норвезького міністерства закордонних справ. Він додав, що владі Норвегії невідомо, чи було завдано якихось збитків падінням ракети, в той же час у SSC зазначили, що ракета впала далеко від якогось населеного пункту.